# شانون لوسون
شانون لوسون (بالإنجليزية: Shannon Lawson)‏ هو عازف مندولين ومغن مؤلف أمريكي، ولد في 12 يوليو 1973.

## وصلات خارجية
- الموقع الرسمي
- شانون لوسون على موقع ميوزك برينز (الإنجليزية)